# Amanda Nildén
Elsa Amanda Nildén, född 7 augusti 1998 i Stockholm, är en svensk fotbollsspelare som spelar för Tottenham Hotspur FC Women.
Den 22 juli 2022 debuterade Amanda i Sveriges damlandslag och fick spela från start i kvartsfinalen mot Belgien i EM som spelas i England. Matchen spelades i Leigh och vanns av Sverige med 1-0 efter mål av Linda Sembrant.

## Karriär

### Brommapojkarna
Nildén började spela fotboll som femåring i IF Brommapojkarna. Nildén debuterade i A-laget den 12 april 2014 i en 3–1-förlust mot QBIK i Elitettan, där hon blev inbytt i den 82:a minuten. Nildén spelade sin första match från start den 17 maj 2014 mot IK Sirius (5–1-förlust). Under sin debutsäsong spelade hon totalt 12 ligamatcher samt en match i Svenska cupen.
Nildén råkade ut för en korsbandsskada i februari 2015 och missade därför hela säsongen 2015. Hon gjorde comeback efter skadan den 28 maj 2016 mot Gustafs GoIF (1–1), där hon blev inbytt i den 75:e minuten. Nildén spelade totalt 14 ligamatcher i Division 1 Norra Svealand samt en match i Svenska cupen under säsongen 2016.

### AIK
Den 7 februari 2017 värvades Nildén av AIK, där hon skrev på ett ettårskontrakt. Nildén spelade totalt 23 ligamatcher och gjorde tre mål i Elitettan 2017. Hon spelade även två matcher i Svenska cupen under säsongen 2017.

### Brighton & Hove Albion
Den 16 januari 2018 värvades Nildén av engelska Brighton & Hove Albion, där hon skrev på ett kontrakt över en säsong.

### Eskilstuna United
Den 11 juli 2020 värvades Nildén av Eskilstuna United, där hon skrev på ett 1,5-årskontrakt. Nildén debuterade i Damallsvenskan den 29 juli 2020 i en 1–2-förlust mot Djurgårdens IF, där hon blev inbytt i halvlek mot Matilda Plan. Nildén spelade totalt 15 matcher i Damallsvenskan 2020.

### Juventus
Den 2 augusti 2021 värvades Nildén av italienska Juventus.

### Tottenham Hotspur
Den 18 januari 2024 värvades Nildén av engelska Tottenham Hotspur på lån resterande säsong, med köpoption.

## Familj
Nildéns familj har stark AIK-koppling. Hennes farfar Jim Nildén spelade 161 tävlingsmatcher för AIK åren 1961–1971. Hennes far David Nildén spelade i Allsvenskan för AIK 1993 och hennes yngre syster Matilda Nildén har spelat 60 tävlingsmatcher för AIK.